# Indioscaptor nepalicus
Indioscaptor nepalicus is een rechtvleugelig insect uit de familie veenmollen (Gryllotalpidae). De wetenschappelijke naam van deze soort is voor het eerst geldig gepubliceerd in 2002 door Ingrisch.